# Антоновское сельское поселение (Волгоградская область)
Анто́новское се́льское поселе́ние — сельское поселение в Октябрьском районе Волгоградской области. 
Административный центр и единственный населённый пункт в составе сельского поселения - хутор Антонов.

## Население
| 2010  | 2012  | 2013  | 2014  | 2015  | 2016  | 2017  |
| ----- | ----- | ----- | ----- | ----- | ----- | ----- |
| 1654  | ↘1619 | ↘1607 | ↘1579 | ↗1583 | →1583 | ↘1551 |
| 2018  | 2019  | 2020  | 2021  |       |       |       |
| ↘1530 | ↘1504 | ↘1492 | ↘1475 |       |       |       |

## Состав сельского поселения
| № | Населённый пункт | Тип населённого пункта        | Население |
| - | ---------------- | ----------------------------- | --------- |
| 1 | Антонов          | хутор, административный центр | ↘1475     |